# Sandro Canestrini
Sandro Canestrini (Rovereto, 3 febbraio 1922 – Egna, 4 marzo 2019) è stato un avvocato, attivista e politico italiano.
Nel corso della sua carriera professionale, durata sessantasei anni, ha patrocinato le cause in diversi processi di eco nazionale, tra cui le comunità di Erto e Casso durante i processi sul disastro del Vajont, i parenti delle vittime della strage della Val di Stava e gli obiettori di coscienza al servizio militare prima della legge che istituì il servizio civile. Fu tra i primi ad aderire all'Associazione Nazionale Giuristi democratici e al Soccorso Rosso, e contribuì a definire il principio di causalità nel diritto penale come oggi inteso.

## Biografia
Membro della Resistenza durante la seconda guerra mondiale, sposa in prime nozze la scrittrice Nives Fedrigotti, dalla quale ha tre figli, tra cui l'antropologo Duccio Canestrini, e in seconde nozze Martha de Biasi, dalla quale ha due figli. Compiuti gli studi all'università di Filosofia di Padova, si iscrive all'Ordine degli avvocati di Rovereto, dove rimane iscritto per sessantasei anni, dal 1948 al 2014.
È tra i primi avvocati ad aderire nei primi anni cinquanta, insieme a Bianca Guidetti Serra e Carlo Smuraglia, all'Associazione Nazionale Giuristi Democratici fondata da Umberto Terracini, Lelio Basso e Carlo Galante Garrone, arrivando a diventarne membro dell'organo direttivo e presidente onorario della sezione Trentino/Sudtirol.
Dal 1956 al 1964 è consigliere comunale a Rovereto e dal 1960 al 1964 consigliere regionale in Trentino per il Partito Comunista Italiano, dal quale si allontana per assumere posizioni più critiche e libertarie che lo portano alcuni anni più tardi a fondare insieme ad Alexander Langer la formazione Neue Linke/Nuova Sinistra direttamente ispirata al movimento inglese New Left, per la quale viene eletto nel 1978 alle elezioni provinciali nella VIII legislatura, unico per la formazione che rappresenta. Vicepresidente della prima commissione, nell'aprile 1979 si dimette per cedere il ruolo a Sandro Boato.
Il primo processo di rilevanza nazionale lo vede nel 1956 come difensore al tribunale di Trento dei "terroristi altoatesini", come venivano chiamati gli indipendentisti sudtirolesi, parti lese contro dieci carabinieri italiani accusati di aver torturato in carcere e provocato la morte di Franz Höfler e Anton Gostner: un ruolo contestato dalla stampa dell'epoca, che stigmatizza la presa di posizione dell'unico italiano in favore di chi combatte la nazione. Difende gli indipendentisti anche a Milano nel 1961, quando novantadue militanti dell'organizzazione Befreiungsausschuss Südtirol vengono accusati di aver sabotato i tralicci dell'alta tensione l'11 giugno di quell'anno, nella Feuernacht (Notte dei fuochi), e al processo d'appello che si svolge dal 7 dicembre 1963 al 23 luglio 1964 davanti alla Corte d'Assise di Milano e si conclude con una serie di condanne miti.
Il 9 ottobre 1963 avviene il disastro del Vajont che causa la morte di 1917 persone. I comuni di Erto e Casso, spazzati via dal crollo della diga, lo ingaggiano per essere assistiti nel processo che si tiene a L'Aquila dal febbraio 1968. La sua arringa del 23 settembre 1969, figura meschina e autentica gemma di civiltà, durò sedici ore e venne trascritta in un libro intitolato Un genocidio di poveri. Il giudice Marcello Del Forno non lo interruppe o lo richiamò mai all'ordine, neppure quando definì quello in corso "un processo politico che si fonda sulla mera colpa quando è evidente che i responsabili della tragedia sono dei delinquenti sadici venduti ad interessi disumani".
Nel 1967 lo stabilimento trentino della Montecatini di Mori, del gruppo Eni, viene accusato di aver causato l'intossicazione (fluorosi) degli abitanti e degli animali del luogo a causa della fuoriuscita di fluoro dai forni non dotati di appositi filtri. Gli abitanti sono ricoperti di macchie blu e lamentano dolori articolari. In assenza di specifiche leggi che tutelino dal danno ambientale, vince la causa contro l'azienda introducendo il principio di causalità nel diritto penale, fino a quel momento non definito, obbligandola a risarcire le parti civili e a installare nuovi filtri più potenti.
Negli anni settanta aderisce tra i primi al Soccorso Rosso, organizzazione fondata da Dario Fo e Franca Rame che, ispirandosi all'idea del Soccorso Rosso Internazionale attivo tra i partigiani durante la guerra di Liberazione, fornisce supporto legale attraverso degli avvocati attivisti ai militanti di sinistra imputati e detenuti. Nel 1974, in seguito all'omicidio del giovane militante del FUAN Carlo Falvella da parte dell'anarchico Giovanni Marini, partecipa alla campagna in favore di quest'ultimo pubblicando un pamphlet intitolato Il caso Marini, nel quale si illustra la difesa dell'anarchico, insieme a Pio Baldelli, Lanfranco Binni, Marco Boato, Dario Fo, Giambattista Lazagna, Roberto Matta, Franca Rame, Giulio Savelli, Giuliano Spazzali e Pietro Valpreda.
Diventa anche difensore di Giangiacomo Feltrinelli in occasione del processo per la Strage di piazza Fontana, per il quale ottiene l'assoluzione dal reato di falsa testimonianza, concludendo la sua arringa finale con la frase: noi assicuriamo qui, anche da un'aula della Corte d'assise, che il fascismo non passerà!
Nello stesso periodo si avvicina alle cause degli obiettori di coscienza al servizio militare, difendendo in giudizio obiettori anarchici, Testimoni di Geova, pacifisti, aderenti al Partito Radicale e ottenendo numerose sentenze di assoluzione soprattutto per quanto riguarda il reato di vilipendio contro le forze armate. È la chiave che lo avvicina agli ideali del pacifismo e della nonviolenza, i quali lo porteranno a prendere posizioni pubbliche sui quotidiani nazionali e su riviste di area come Azione nonviolenta, per la quale cura per diversi anni una rubrica (il megafono) utilizzata per dare maggior visibilità alle tematiche civili trascurate dai mass-media mainstream.
Il rapporto con il mondo pacifista è talmente coinvolgente che il Movimento Nonviolento lo elegge presidente dal 1994 al 1997 e successivamente presidente onorario a vita. Quando nel 1981 alcune associazioni pacifiste decidono di lanciare la campagna di Obiezione di coscienza alle spese militari, ne diventa l'avvocato di riferimento, difendendo i casi più rilevanti e cercando di creare i presupposti per una risoluzione legale alla protesta.
Quando nel luglio 1985 avviene il disastro della Val di Stava, dove morirono 268 persone, viene nominato nel Collegio di difesa di parte civile in virtù anche dell'esperienza maturata con l'analogo disastro del Vajont.
Nel 1999 la procura di Bolzano apre un procedimento contro Michael Seifert, criminale di guerra durante il conflitto mondiale per le sevizie compiute in qualità di uno dei comandanti del campo di concentramento di Bolzano. Difende diverse parti civili tra cui l'Unione delle comunità ebraiche italiane, l'ANED e l'ANPI fin quando l'imputato viene rintracciato in Canada e infine incarcerato dopo l'estradizione.

## Onorificenze
- Nel 1992 è stato nominato Trentino dell'anno dal Gruppo Culturale UCT[24] per "essersi distinto per impegno, intelligenza, iniziativa e professionalità, a livello nazionale e internazionale, alla valorizzazione e allo sviluppo del territorio trentino".
- Nel 1993 è stato insignito dell'Ehrenkranz (ghirlanda d'onore) dal Südtiroler Schützenbund (Federazione degli Schützen sudtirolesi) per la difesa dei diritti civili democratici.[25]
- Nel 2003 gli è stata conferita la cittadinanza onoraria di Erto e Casso perché "con grandissimo impegno e indiscussa capacità ha difeso la Comunità (...) nel disastro del Vajont".[26]
- Nel 2006 è stato insignito della Croce al merito del Land Tirolo, primo italiano a riceverla, per il suo impegno fattivo per i diritti umani.[27]
- Nel 2012 il Comune di Egna gli ha conferito l'anello d'onore per il suo impegno civile a favore della convivenza e per la difesa a favore dei più deboli.[28]
- Nel 2013 il comune di Rovereto gli ha reso omaggio per l'impegno profuso durante il processo per il Vajont.[29]
- È stato presidente onorario del Movimento Nonviolento dal 1997 fino al giorno della sua morte.[30]

## Opere
- Il processo di Milano nelle arringhe della difesa, Ed. Europa Verlag, Vienna 1966, ristampa Edizioni Osiride, Rovereto 2013;
- Legittima suspicione e minoranza etnica di lingua tedesca, ST94, Varese 1966;
- Vajont: Genocidio di poveri, Ed. Cultura Editrice Firenze, 1969, ristampa Cierre Edizioni, Caselle di Sommacampagna (VR) 2003;
- Il potere repressivo. L'ingiustizia militare. Natura e significato dei processi davanti ai giudici in divisa, Feltrinelli, Milano 1973;
- Bianco, rosso e grigioverde. Scrittura e ideologia delle Forze Armate italiane, (coautore) Bertani, Verona 1974;
- Il Fanfani rapito di Dario Fo, Appendice: L'ordine del professore, Bertani, Verona 1975;
- Le istituzioni in Italia, (coautore), Ed. Savelli, Roma 1976;
- I diritti del soldato. Introduzione e commento alla legge sui principi della disciplina militare (coautore), Feltrinelli, Milano 1978;
- Come sempre, meno liberi Prefazione sul testo sulle leggi speciali sull'ordine pubblico. (coautore) Bertani, Verona 1980;
- La strage di Stava negli interventi della parte civile. Un processo alla speculazione industriale, (coautore), ed. a cura del Collegio di difesa di parte civile alternativa, Tip. Rotaltype, Trento, 1989;
- Alto Adige. Ricominciare: 1945-1947, analisi critica sui processi contro i collaborazionisti in Provincia di Bolzano, ed. Provincia autonoma di Bolzano Alto Adige Cultura italiana, Bolzano 2000;
- Un avvocato contro, UCT editore, Trento 2016.